# 敏金鎮區
敏金鎮區，又譯明京鎮區，為緬甸實皆省吉靈廟縣的鎮區。2014年人口104,363人，區域面積3,948.2平方公里。該鎮區轄下93個村莊。敏金為該鎮區之首府。

## 毗鄰
與敏金鎮區接壤的地區有：
- 吉靈廟縣
  - 葛禮瓦鎮區：位在該鎮北方。
  - 吉靈廟鎮區：位在該鎮西方。
- 瑞波縣
  - 均拉鎮區、丹西鎮區：位在該鎮東北方。
  - 耶烏鎮區：位在該鎮東方。
- 因馬賓縣
  - 卡尼鎮區：位在該鎮東南方和南方。
- 馬圭省甘高縣
  - 甘高鎮區：位在該鎮西南方。

## 外部連結
- Maplandia World Gazetteer （页面存档备份，存于）